# Мецанего
Мецанѐго (на италиански: Mezzanego; на лигурски: Mezanègo, Мезанего) е село и община в Северна Италия, провинция Генуа, регион Лигурия. Разположено е на 83 m надморска височина. Населението на общината е 1638 души (към 2011 г.).
Административен център на общината е село Прати ди Мецанего (Prati di Mezzanego).